# Terje Riis-Johansen

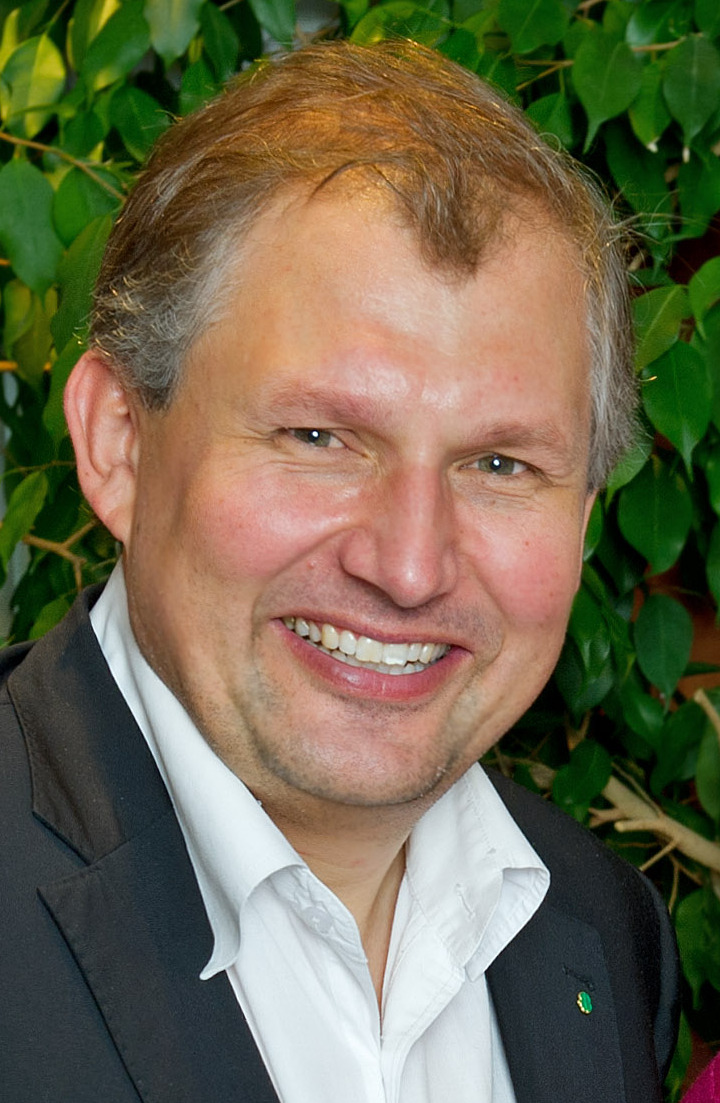
Terje Riis-Johansen, 2012

Terje Riis-Johansen (* 15. März 1968 in Skien) ist ein norwegischer Politiker der Senterpartiet (Sp).

## Leben
1991 wurde er in den Stadtrat von Skien und in das Fylkesting von Telemark gewählt, wo er je vier Jahre bis 1995 tätig war. Von 1993 bis 1997 war er Abgeordneter im Storting. Zwischen Oktober 1997 und Januar 1999 arbeitete er als politischer Berater im Finanzministerium. Ab 2005 war er Minister in der Regierung Jens Stoltenberg II, zunächst für Landwirtschaft und Ernährung, vom 20. Juni 2008 bis zum 4. März 2011 für Öl und Energie. Von 2011 bis 2015 war er Fylkesordfører von Telemark. Nach der Fylkestingswahl 2019 wurde er im Oktober 2019 erneut Fylkesordfører, nun jedoch für das neue Fylke Vestfold og Telemark. Seine Amtszeit endete im Jahr 2023.
Riis-Johansen hat auch reiche Erfahrung in Organisationen, unter anderem war er 1989–1991 im Zentralvorstand des norwegischen Landjugendverbandes, 1995–1997 stellvertretender Vorsitzender der Organisation Nei til EU und 2000–2005 im Vorstand des norwegischen Bauernverbandes.